# Lucia Maria Rommel
Lucia Maria Rommel (née le 6 juin 1894 à Dantzig sous le nom de Lucia Maria Mollin et morte le 26 septembre 1971 à Stuttgart) est l'épouse du feld-maréchal Erwin Rommel. Elle était issue de la classe moyenne et sa famille était d'origine polonaise et allemande. Elle étudia les langues (latin, anglais, français et italien). Alors qu'elle avait 17 ans elle rencontra Rommel en 1911 à l’occasion d'un bal à l'école de guerre de Dantzig et ils se marièrent le 26 novembre 1916, au grand mécontentement de sa famille car Rommel était protestant. En 1928 naquit leur fils Manfred Rommel.
Après la chute du IIIe Reich sa pension de veuvage cessa pendant quelques années de lui être payée et elle vécut un certain temps dans une pauvreté proche de la misère. Robert Heitz qui la rencontra en septembre 1948 au procès en dénazification de Karl Strölin, ancien maire de Stuttgart, fut son voisin de table à un déjeuner auquel elle avait été invitée ; il raconte que le plat principal servi lui avait semblé si peu ragoutant qu'il ne voulut pas y toucher, alors, dit-il, « voyant mon assiette quasi intacte la Maréchale me demanda sans façon si elle pouvait en disposer. Et elle la vida. »
Un de ses cousins Edmund Roszczynialski, prêtre catholique et chambellan pontifical, fut assassiné par les nazis.
En 1967, elle fut la marraine du destroyer Rommel. Après sa mort, elle fut enterrée aux côtés de son mari.